# Las Ketchup
 (juillet 2022).
Si vous disposez d'ouvrages ou d'articles de référence ou si vous connaissez des sites web de qualité traitant du thème abordé ici, merci de compléter l'article en donnant les références utiles à sa vérifiabilité et en les liant à la section « Notes et références ».
Pour les articles homonymes, voir Muñoz et Ketchup.
Las Ketchup est un groupe de musique espagnol de pop et de  flamenco. Il est composé de quatre sœurs, Lola, Pilar, Lucía et Rocío Muñoz, originaires de Cordoue en Andalousie. Elles sont connues pour leur tube international Aserejé sorti en 2002.
Le nom du groupe et le titre de leur premier album (Hijas del Tomate) sont inspirés du surnom de leur père Juan Muñoz, « El Tomate », un guitariste de flamenco,.

## Histoire
Les trois premières membres des Las Ketchup ont remporté un succès énorme avec leur titre, mélange de flamenco et de pop : Aserejé (The Ketchup Song dans sa version en spanglish), tube de l'été 2002. Le succès est dû aussi à la chorégraphie.
Pour leur album Un Blodymary, la quatrième sœur de la famille, Rocío, s'est jointe au groupe. On a d'ailleurs pu la voir lorsque le groupe a représenté l'Espagne lors du Concours Eurovision de la chanson 2006, avec la chanson Un Blodymary où il a terminé à la 21e place. À la suite de ce classement très bas, le groupe se dissout. Elles feront néanmoins une apparition lors d'un gala européen à Bruxelles en 2007. 
Elles se réunissent en 2016, pour l'émission Melodifestivalen 2016, pour chanter leur tube Aserejé (The Ketchup Song), le temps d'un interlude, lors de la première demi-finale des pré-sélections de la chanson qui représentera la Suède au Concours Eurovision de la chanson.
Le 1er mars 2019, elles font une apparition dans l'émission télévisée française nommée Touche pas à mon poste ! animée par Cyril Hanouna à l'occasion d'une émission spéciale « Années 2000 » où elles interprètent leur chanson Hijas del Tomate.

## Discographie

### Albums
- 2002 : Hijas del Tomate — 12 000 000 copies vendues (12× Platinium)[réf. nécessaire].
- 2006 : Un Blodymary — 150 000 copies vendues[réf. nécessaire].

### Singles
- 2002 : Aserejé (The Ketchup Song)
- 2002 : Kusha Las Payas
- 2006 : Un Blodymary

## Distinctions
- NRJ Music Awards 2003 : Révélation internationale de l'année
- Lo Nuestro 2003 : Révélation de l'année (pop)